# Christophe Molmy
Compléments
Écrivain de polars
Christophe Molmy, né en 1969 à Saint-Denis en Seine-Saint-Denis, est un haut fonctionnaire de la police française, ancien chef de la Brigade de recherche et d'intervention de Paris. Il participe à la résolution de certaines affaires judiciaires les plus importantes des années 2000 et 2010 dont l'arrestation de Antonio Ferrara et le 9 janvier 2015 l'assaut de l'Hyper Cacher à la porte de Vincennes ainsi qu'à l'assaut du Bataclan le 13 novembre 2015.
Au milieu des années 2010, pour satisfaire sa passion pour la littérature policière, il décide de publier des romans noirs.

## Biographie
Christophe Molmy entre en septembre 1994 à l'École nationale supérieure de police (ENSP) à Saint-Cyr-au-Mont-d'Or, école de formation des commissaires de police. En août 1996, il commence sa carrière en tant que jeune commissaire de police au commissariat de sécurité publique de Villejuif (Val-de-Marne) puis rapidement intègre la Brigade de recherche et d'intervention (BRI) de Marseille, avec, pour envie remontant à l'enfance, de lutter contre le banditisme. Promu commissaire principal en 2003, il est muté à Paris à la Direction centrale de la Police Judiciaire, au sein de l'Office central de répression du banditisme (OCRB) et il est présent le 10 juillet 2003 lors de la seconde arrestation par des enquêteurs de la BRB et de l'OCRB d'Antonio Ferrara, après son évasion spectaculaire à l'explosif de la prison de Fresnes, dans un restaurant du quartier de Bercy ,.
Nommé commissaire divisionnaire en 2010, il devient, au sein de la Direction régionale de Police Judiciaire de la Préfecture de Police (DRPJ Paris), le chef de la Brigade de recherche et d'intervention située au 36, quai des Orfèvres,. Dans ce cadre, il organise l'assaut contre Amedy Coulibaly lors de la prise d'otages de l'Hyper Cacher à Saint-Mandé le 9 janvier 2015 puis participe à l'organisation de l'assaut du Bataclan le 13 novembre suivant. Mais c'est aussi sous son mandat que se sont déroulées deux affaires retentissantes pour la BRI : l'affaire de viol au 36, quai des Orfèvres (en avril 2014) et celle du vol de cocaïne (en juillet 2014) dans les locaux sans que sa responsabilité soit engagée.
À partir de 2015, répondant à un goût hérité de son père pour les polars et à son expérience professionnelle personnelle, il décide d'écrire des romans policiers en s'engageant dans la voie ouverte par un autre flic de l'anti-gang Roger Borniche,,.
Il apparaît également dans le documentaire 13 novembre : Fluctuat Nec Mergitur (2018) de Jules et Gédéon Naudet consacré aux attentats du 13 novembre 2015 en France.
Il est promu au grade de commissaire général au titre de l'année 2022.

## Distinction
- Chevalier de la Légion d'honneur (13 juillet 2015)[9].

## Œuvre
- Les Loups blessés, Paris, La Martinière, 2015, 334 p. (ISBN 978-2-7324-7169-3)[10]
- La BRI Histoire d'une unité d'élite de Danielle Thiéry, en collaboration avec Christophe Molmy, éditions Mareuil, 2018  (ISBN 978-2-37254-094-0)
- Quelque part entre le bien et le mal, Paris, La Martinière, 2018, 346 p. (ISBN 978-2-7324-7924-8)
- Après le jour, Paris, La Martinière, 2020, 357 p. (ISBN 978-2-7324-8998-8)
- La Fosse aux âmes, Paris, La Martinière, coll. « Onyx », 2021, 298 p. (ISBN 978-2-7324-9753-2)
- Comme un papillon, Paris, La Martinière, coll. « Onyx », 2025